# 拉爾夫萊格特普萊斯 (加利福尼亞州)
拉爾夫萊格斯普林斯（英語：Ralph Leggett Place）是位於美國加利福尼亞州門多西諾縣的一個非建制地區。該地的面積和人口皆未知。

## 地理
拉爾夫萊格斯普林斯的座標為39°51′33″N 123°24′08″W / 39.85917°N 123.40222°W，而該地的平均海拔高度為619米（即2031英尺）。